# كريس هيمينغ
كريس هيمينغ (بالإنجليزية: Chris Hemming)‏ (13 أبريل 1966 في المملكة المتحدة - ) هو لاعب كرة قدم بريطاني في مركز الدفاع. لعب مع ستوك سيتي وماكليسفيلد تاون ونادي هيرفورد وويغان أتلتيك ونادي ميرثير تيدفيل ‏ وستافورد رينجرز.

## وصلات خارجية
- كريس هيمينغ على موقع قاعدة بيانات كرة القدم.إي يو (الإنجليزية)